# Muonionjoki
Muonionjoki (finnül: Muonionjoki, svédül: Muonio älv), a Torneälven folyó mellékfolyója. Ez a folyó is egy részét képezi a svéd - finn lappföldi határvonalnak. A folyó hossza 230 km, ezen az úton az esése 205 méter .
A Muoniojoki folyót Könkämäeno és Lätäseno folyók találkozási pontjától nevezik Muoniojokinak. Lappea településnél a folyó betorkollik a Svédországból érkező Tornionjoki folyóba.
Finn oldalról Tarvantojoki és Palojoki, svéd oldalról Merasjoki és Parkajoki folyók csatlakoznak Muonionjokiba.

## Fordítás
- Ez a szócikk részben vagy egészben  a   Muonionjoki című finn Wikipédia-szócikk fordításán alapul.  Az eredeti cikk szerkesztőit annak laptörténete sorolja fel. Ez a jelzés csupán a megfogalmazás eredetét és a szerzői jogokat jelzi, nem szolgál a cikkben szereplő információk forrásmegjelöléseként.